# Subhūti
Subhūti est un des dix principaux disciples de Gautama Bouddha, celui qui comprenait le mieux la doctrine de la non-dualité. Il devint un arhat, et était connu pour sa sérénité, sa paix intérieure. Il est également un personnage dans divers koans.
Il est considéré comme une incarnation précédent la lignée des panchen-lama.
Subhūti est renommé pour son grand détachement et sa pénétration du caractère fondamentalement égal de tous les phénomènes. Une rencontre avec Vimalakīrti fait l’objet d’un épisode du Sūtra de Vimalakīrti. Dans le Sūtra du Diamant, il dialogue avec Bouddha, au sujet de la vacuité. Dans le Sūtra du Lotus, il est prophétisé qu’il deviendra un bouddha sous le nom de Śaśiketu[réf. souhaitée].